# محمية وادي قديشا
محمية وادي قديشا محمية طبيعية لبنانية، ثقافية وطبيعية للتراث العالمي.